# モンシェール
モンシェール（株式会社Mon cher）は、大阪府大阪市北区に登記上の本店を置く洋菓子の製造･販売、喫茶を経営する会社である。ロールケーキブームの火付け役とされる。

## 会社概要
在日韓国人
の双子の姉妹である金美花（社長）と、金春花（専務）により2003年9月4日に有限会社サンドゥルオンとして設立され、2007年7月25日より株式会社モンシュシュとなり、2012年10月1日より現在の社名となる（屋号は同年7月1日に変更）。また、二人の姉は経理担当として経営に参画している。
以前は、アンビエント堂島ホテル内にて販売していたが2006年に退去し、現在は関西・関東を中心に複数の店舗を展開する。2010年10月には上海のワールドフィナンシャルセンターに海外1号店、2011年1月に上海久光百貨店に2号店、同年11月には上海メトロシテティ（勝羅城）に3号店をオープンした。
ロールケーキブームにより2010年9月には売上高が67億円に達したが、ブームの終焉に伴い2014年、2015年ごろには45億円前後に落下した。2010年12月に尼崎市臨海部で土地を取得し、工場建設を進めたが、東日本大震災により断念、土地も手放した。

## 商品

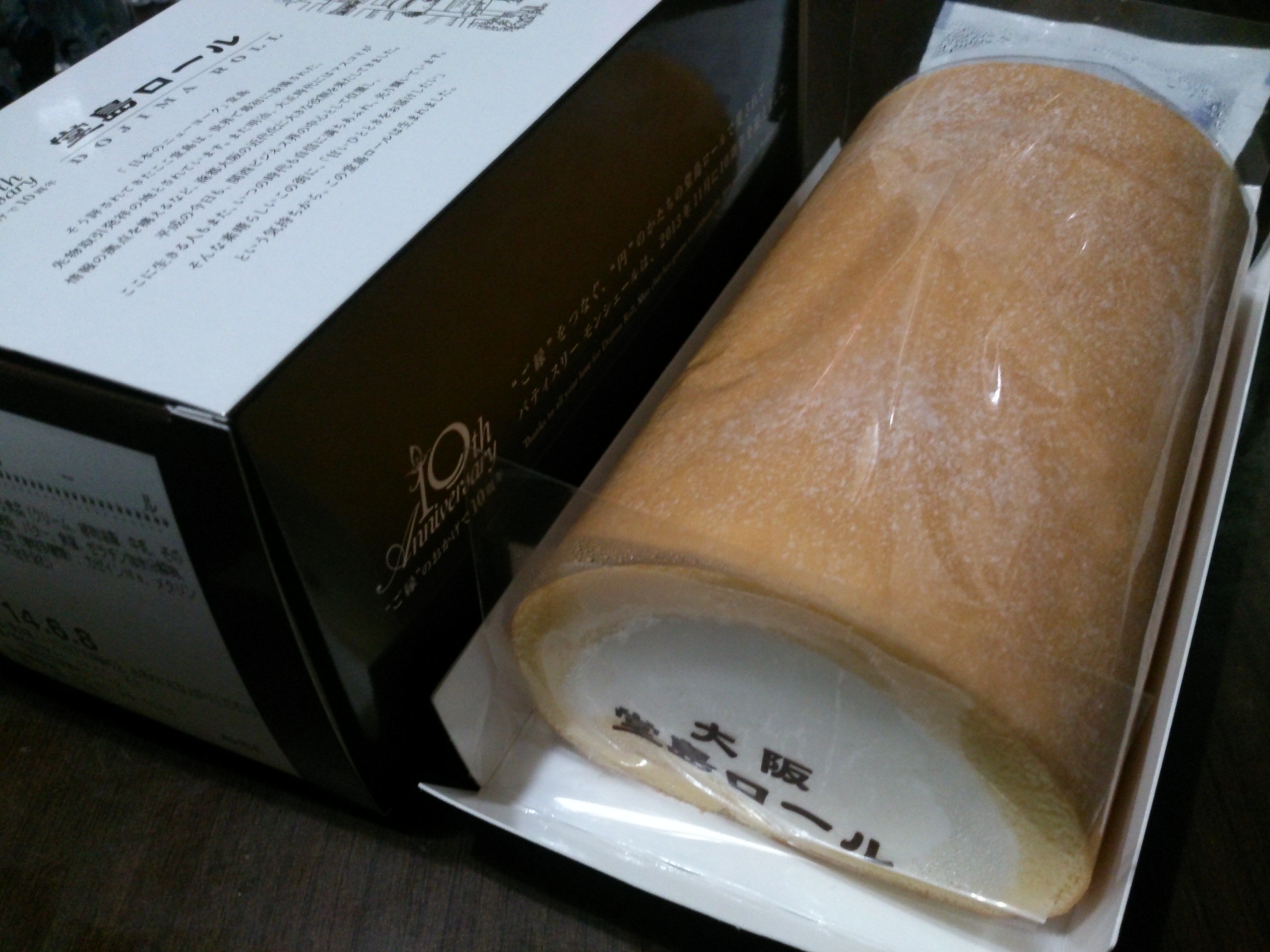
堂島ロール

堂島ロールの製作者・考案者は有田逸郎。金春花は、アンビエント堂島ホテルにて営業していたケーキショップ「モンシュシュ」にて「堂島ロール」を製造・販売する。この堂島ロールは2010年モンドセレクションで最高金賞を受賞した。2009年時点で商品を買うための行列ができていた。

## 各種問題

### 商標問題
- 2010年1月20日、モンシュシュの商標権を巡り[8]、洋菓子メーカーのゴンチャロフより提訴され[9]、敗訴する[10]。

- モンシェールは、堂島プレミアム社が製造していた堂島プレミアムロールについて、営業上の利益を侵害されたとして、菓子メーカー・堂島プレミアムを相手取り大阪地方裁判所に訴訟を提起。2016年には堂島プレミアムに対して、ロゴの使用を禁じる仮処分命令が出され、2018年4月17日には使用差し止めと損害賠償3,400万円の支払いを命じる判決が言い渡された[11]。

### 労働問題
2012年5月10日、労働基準法違反（割増賃金不払い）の疑いで天満労働基準監督署から、残業時間の短縮と過去2年に渡る未払い賃金の支払いを求める是正勧告を受ける。正社員に対しあらかじめみなし残業時間を設定し定額に固定した残業手当込みの月額給与を支払っていたが、実際の残業時間はみなし残業時間を大きく超過していたことが法令違反とみなされ指導される
。

## その他
関西空港発の日本航空の一部路線では、堂島ロールを機内食として提供する企画も存在した。